# Las Palabras de Amor (The Words of Love)
Singles de Queen
Body Language
(1982) Calling All Girls
(1982)
Las Palabras de Amor (The Words of Love) est une chanson du groupe de rock britannique Queen, sortie en 1982. Il s'agit du troisième single extrait de l'album Hot Space, sorti la même année. Alors que l'album Hot Space est un relatif échec, ce single rencontre un certain succès, se classant à la 17e place des classements britanniques.

## Autour de la chanson
Écrite par Brian May, la chanson lui a été inspirée par les relations qu'entretenaient le groupe avec son public d'Amérique latine. Elle n'a jamais été interprétée en concerts par Queen. Zucchero l'interprète cependant lors du Freddie Mercury Tribute le 20 avril 1992. De plus, Queen + Paul Rodgers l'interprète lors de sa tournée Rock the Cosmos Tour en 2008 uniquement dans les pays hispanophones. C'est alors Brian May qui la chante.
La pochette du single montre le visage d'un bébé sur un fond blanc. Cette même image sera « recyclée » pour le single New Dark Ages de The Cross, autre groupe du batteur de Queen, Roger Taylor.

## Clip
Pour la chanson Las Palabras de Amor, il n'y a pas eu de clip. La vidéo accompagnant la chanson est celle d'une performance en playback de Queen pour l'émission britannique Top of the Pops ; cela faisait 5 ans que le groupe n'y était pas réapparu. Alors que le principe de l'émission veut qu'un artiste paraisse en public, la prestation avait été filmée plus tôt dans la journée du 10 juin 1982 dans les studios de l'émission pour une diffusion en soirée. Ce sera par ailleurs la dernière apparition du groupe dans l'émission.
Contrairement à son habitude, Freddie Mercury est assez statique et ne bouge quasiment pas. Il porte un smoking et des baskets ; les autres membres jouent de leurs instruments. On peut voir Brian May jouer du piano dans la vidéo, alors que pour l'enregistrement de la chanson il se servait d'un synthétiseur.
Tout comme la plupart des autres clips de singles issus de Hot Space, il a été rarement diffusé à la télévision, avant d'être enfin disponible sur le DVD Greatest Video Hits 2.

## Classements
| Classements (1982) | Position |
| ------------------ | -------- |
| Pologne            | 1        |
| Irlande            | 10       |
| Suisse             | 13       |
| Royaume-Uni        | 17       |
| Pays-Bas           | 26       |
| Allemagne          | 68       |

## Reprises
Elaine Paige en fait une reprise sur son album The Queen Album, sorti en 1988, sur lequel elle reprend d'autres titres de Queen.

## Crédits
- Freddie Mercury : chant principal et chœurs
- Brian May : guitare électrique, guitare à douze cordes, synthétiseur, piano et chœurs
- Roger Taylor : batterie et chœurs
- John Deacon : guitare basse